# Cnephalura umbrata
Cnephalura umbrata là một loài bọ cánh cứng trong họ Tenebrionidae. Loài này được Doyen miêu tả khoa học năm 1987.